# Jacob Meursing
Jacob Meursing (Buinen, 4 juli 1823 - Nieuw-Buinen, 16 april 1888) was een Nederlandse glasfabrikant. Hij was de eerste directeur van de mede door zijn vader opgerichte Nieuw-Buiner glasfabriek, de firma Meursing & Co.

## Leven en werk
Meursing werd in 1823 te Buinen geboren als zoon van de landbouwer en vervener Jan Meursing en van Jantien Dilling. Hij werd in 1845 de eerste directeur van de mede door zijn vader opgerichte glasfabriek in Nieuw-Buinen. De fabriek heette aanvankelijk Mulder, Heinz & Comp., maar werd in 1846 omgedoopt in de firma Meursing & Co. De  beide medeoprichters van het bedrijf Johann Georg Christoph Heinz en Georg Frederik Mulder werden aangesteld als baas van de glasblazers en baas van de pottenmakers. Heinz en Mulder waren uit onvrede opgestapt bij de andere glasfabriek in Nieuw-Buinen, die onder leiding stond van Johann Christian Anton Thöne. Jacob Meursing werd directeur van het nieuwe bedrijf. Zijn commerciële en financiële bekwaamheden zorgden ervoor dat het bedrijf in Nieuw-Buinen zou uitgroeien tot een belangrijke werkgever in de Drentse veenkoloniën. Meursing produceerde veel glaswerk, dat werd geëxporteerd naar Nederlands-Indië. Het bedrijf zou, ook nadat Meursing was overleden, zijn naam blijven dragen. In 1938 verdween de naam Meursing als bedrijfsnaam toen het bedrijf werd gekocht door de Vereenigde Glasfabrieken uit Schiedam.
De zaken in Nieuw Buinen floreerden voor beide fabrikanten, Thöne en Meursing. Zij lieten elk een luxueus landhuis bouwen in Nieuw-Buinen. Meursing trouwde op 8 maart 1849 te Borger met Henderika Lussingh Wigcheringh. Evenals zijn vader was hij ook gemeenteontvanger van Borger. Meursing overleed in 1888 in zijn woonplaats Nieuw-Buinen op 64-jarige leeftijd. Zijn zoon Hendrik kreeg de leiding van het bedrijf.  Zijn dochter Jantina Arendina Meursing liet samen met haar man Harm Maarsingh in Stadskanaal de monumentale villa Huize Ter Marse bouwen.